# Pancerniki typu Regina Elena
Pancerniki typu Regina Elena – włoskie pancerniki z okresu I wojny światowej należące do generacji przeddrednotów. Zbudowano cztery okręty, które weszły do służby w latach 1907-1908. W momencie wchodzenia do służby były to najszybsze pancerniki na świecie.

## Projekt i budowa
Projekt pancerników typu Regina Elena powstał w odpowiedzi na zagrożenie, jakie na Morzu Śródziemnym stwarzała dla Regia Marina francuska i brytyjska marynarka wojenna. W 1899 roku zlecenie opracowania nowych okrętów otrzymał konstruktor okrętowy Vittorio Cuniberti. Początkowo projekt zakładał wyposażenie nowych okrętów w 12 dział 200 mm. Ostatecznie okręty otrzymały dodatkowo dwa działa 300 mm, miały większą wyporność i prędkość. Dzięki zmianom okręty miały prędkość wyższą od pancerników innych flot, z uzbrojeniem silniejszym od najnowszych krążowników pancernych. Początkowo zamówiono dwa okręty w związku z programem rozbudowy floty z roku 1901. Potrzeba posiadania eskadry składającej się z czterech pancerników tego typu, doprowadziła do zamówienia dwóch dodatkowych okrętów w ramach programu rozbudowy floty na rok 1902. Budowa pierwszego okrętu serii, „Regina Elena”, rozpoczęła się w stoczni w La Spezia 27 marca 1901 roku. Wodowanie nastąpiło 19 czerwca 1904 roku, wejście do służby 11 września 1907 roku.

## Służba
Po wejściu do służby okręty wchodząc w skład 1 Dywizjonu 1 Eskadry okrętów liniowych wzięły udział w rozpoczętej w 1911 roku wojnie włosko-tureckiej, gdzie m.in. osłaniały wojska atakujące Cyrenajkę w Afryce Północnej. Podczas I wojny światowej operowały w rejonie Morza Śródziemnego, nie wzięły jednak udziału w walkach. Po wojnie okręty zostały wycofane ze służby w latach 1923-1926 i złomowane. Wyjątkiem była „Roma”, która służyła jako okręt mieszkalny do 1932 roku.

## Okręty
| Nazwa             | Stocznia              | Rozpoczęcie budowy | Data wodowania | Wejście do służby | Los okrętu     |
| ----------------- | --------------------- | ------------------ | -------------- | ----------------- | -------------- |
| Regina Elena      | Arsenale di La Spezia | 27.03.1901         | 19.06.1904     | 11.09.1907        | Złomowany 1923 |
| Vittorio Emanuele | Castellammarine       | 18.09.1901         | 12.10.1904     | 10.08.1908        | Złomowany 1923 |
| Roma              | Arsenale di La Spezia | 20.09.1903         | 21.04.1907     | 17.12.1908        | Złomowany 1932 |
| Napoli            | Castellammarine       | 21.10.1903         | 10.09.1905     | 01.09.1908        | Złomowany 1926 |